# Kids (canção de Robbie Williams e Kylie Minogue)
"Kids" é uma canção gravada pelo cantor britânico Robbie Williams, em parceria com a cantora australiana Kylie Minogue, para o terceiro álbum de estúdio de Williams, Sing When You're Winning (2000). Teve sua letra escrita e produzida pelo primeiro intérprete citado e Guy Chambers, sendo inicialmente desenvolvida para Minogue, mas Williams gostou tanto da canção que resolveu transformá-la em um dueto e incluir em seu álbum. "Kids" foi lançada pela Chrysalis Records em 9 de outubro de 2000 como o segundo single de Sing When You're Winning, enquanto foi lançada como o terceiro single do sétimo álbum de estúdio de Minogue, Light Years.
Musicalmente, "Kids" é uma canção pop com elementos de rock. A letra da obra foi vista como um reconhecimento consciente das críticas de que o dueto foi gravado com vendas de álbuns em mente, enquanto no final da música, Williams faz um rap citando sodomia. Os críticos musicais receberam a canção positivamente, dizendo que a canção fornecia um pop alegre e um destaque dos álbuns dos artistas, além de comentarem que era um dos melhores singles daquele ano. Em termos comerciais, "Kids" teve sucesso em países como Islândia, Nova Zelândia e Reino Unido, enquanto foi recebida com menos êxito na Alemanha e Itália, onde alcançou o top trinta e quarenta, respectivamente.
O videoclipe promocional para "Kids" foi dirigido por Simon Hilton e foi inspirado no filme Grease. Ele mostra Williams e Minogue em várias cenários acompanhados por dançarinas em figurinos de carnaval, terminando com uma cena dos cantores em uma banheira de hidromassagem. O vídeo foi banido pela BBC One no Reino Unido devido ao rap explícito de Williams. Para promover a canção, Williams e Minogue cantaram "Kids" em algumas ocasiões em conjunto, como no programa Top of the Pops, e depois foi executada em várias das turnês de ambos. 

## Antecedentes
Em junho de 1999, Minogue revelou ter assinado com a gravadora Parlophone, gravadora subsidiária da EMI, afirmando também que iria começar a produção de um novo disco "em breve". Ela também comentou: "Demorei a escolher um novo selo e estou muito empolgada em assinar com a Parlophone. Há muito que espero alcançar com o meu próximo álbum e acredito que tudo é possível com essa nova parceria. Aprendi muito nos últimos dois anos e estou muito entusiasmada por fazer um álbum que seja 'Kylie'". Logo depois, ela começou a desenvolver seu sétimo álbum de estúdio, trabalhando com diferentes compositores. No mesmo mês, foi revelado que a cantora estava trabalhando com o cantor Robbie Williams em uma série de composições. Um porta-voz de Minogue disse: "Robbie e Kylie passaram algum tempo juntos no estúdio recentemente explorando ideias. Eles se conhecem há anos e desejavam trabalhar juntos há um tempo". Juntos, eles escreveram três faixas para o disco: "Loveboat", "Your Disco Needs You" e "Kids". A última estava prevista para aparacer apenas no álbum de Minogue, Light Years, porém, Williams gostou tanto da faixa que resolveu também inseri-la em seu terceiro álbum de estúdio, Sing When You're Winning. A respeito disso o cantor declarou:

"Ela [Kylie] perguntou se gostaríamos de escrever uma música para ela. E é claro que adoraríamos. Então começamos a escrever essa música para Kylie, um grande refrão e então comecei a pensar que queria essa música, é uma música do Robbie. Então eu toquei para Kylie, ela veio ao estúdio e gostou, e nós fizemos ali mesmo. Cantamos o dueto juntos naquele momento. É meio fofo, porque eu realmente queria que ela dissesse muitas coisas sujas para mim, mas ela realmente não tinha coragem o suficiente para escrever a letra".

## Composição
"Kids" é uma canção pop com elementos de rock. De acordo com a partitura publicada no website Musicnotes.com pela Universal Music Publishing Group, "Kids" é definida em tempo comum e está escrita na chave de mi menor. Os vocais de Williams e Minogue variam desde a nota lá até a nota mi. A música tem um andamento acelerado de 92 batidas por minuto. No refrão, eles cantam: "Não nos importamos de fazer isso pelas crianças / Então pule a bordo / Pegue uma carona / Pule a bordo / Sinta-se bem / As crianças estão bem", visto pela revista NME como um "reconhecimento consciente das críticas de que o dueto foi gravado com vendas de discos em mente". No final da música, Williams faz um rap, dizendo: "A imprensa está perguntando, eu me importo com sodomia? Eu não sei, sim provavelmente", e citando o comediante escocês Billy Connolly. De acordo com Barry Walters da Rolling Stone, "em 'Kids', Williams canta sua própria biografia pop; ninguém, a não ser essa estrela distorcida, poderia rimar 'Sean Connery' com 'sodomia' e depois 'ornitologia', e tudo descrever sua simbologia estética". No álbum de Minogue, Light Years, essa parte foi cortada. Ela explicou: "Você conhece as músicas de Robbie — às vezes são sem sentido. Ele canta sobre sodomia e isso faz parte de um rap que está no álbum dele e não no meu".

## Análise da crítica

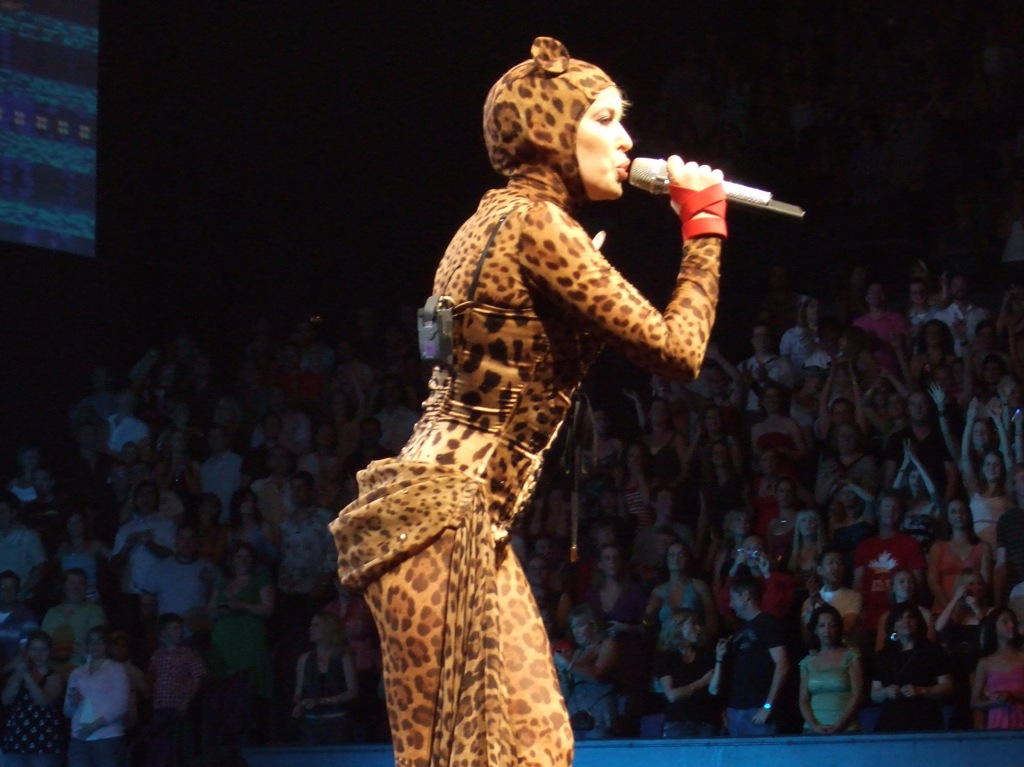
Minogue cantando "Kids" durante a Showgirl: The Homecoming Tour em 2006

Em uma análise do álbum Sing When You're Winning, a revista britânica NME afirmou que a faixa era "apesar do rap cômico no final, muito boa". Em uma revisão do álbum Light Years, a mesma revista disse que a canção era "simplesmente uma ótima música pop alegre". Enquanto revisava o álbum de Wiliams, Gary Crossing do website Dotmusic frisou que "Kids" era um dos destaques do álbum, enquanto em uma revisão do álbum Light Years, o mesmo analista chamou a faixa de um "groove funk baixo e sujo com um coro eufórico". Em uma análise separada para o single, Cyd Jaymes da mesma publicação comentou que esta era a melhor música dos atuais álbuns solo da dupla de artistas, também chamando-a de um hino rock e possivelmente o melhor single pop daquele ano até aquele momento, juntamente com "Groovejet" de Spiller. Keith Phipps do The A.V. Club disse que "os que ainda estão interessados provavelmente irão gostar do restante de Sing", incluindo "Kids".
Jaime Gill do Yahoo! Music chamou "Kids" de "loucamente inventiva e desenfreada", enquanto Charlotte Robinson do PopMatters notou que Williams rouba a música no momento de seu rap. Sal Cinquemani da Slant Magazine afirmou que a música era "o tipo de Dueto Diva em Dobro que a música pop sempre desejou. Os dois cantores se exibem brilhantemente e, em vez de se esquivar do escrutínio da mídia sobre sua sexualidade à la Ricky Martin, Williams o aborda com zombaria irônica". Em uma avaliação retrospectiva de Light Years, Karina Halle do Consequence of Sound disse que o "dueto indisciplinado" de Minogue e Williams a fez perceber que era bom gostar de algo popular. Bernard Zuel do The Sydney Morning Herald comentou que a música cabia melhor no álbum de Williams. Escrevendo para a Entertainment Weekly, Tom Sinclair disse que quem faz um rap como Williams faz na música não pode ter maturidade.

## Videoclipe
O videoclipe correspondente para "Kids" foi gravado em setembro de 2000, sob direção de Simon Hilton. Minogue comentou em entrevista em relação ao trabalho que "todo tipo de coisa, a dança, a maioria das coisas era legal, muito legal. Todas as performances até agora, temos sido espontâneos, trabalhamos muito bem juntos". O diretor do vídeo teve a ideia de basear o vídeo no filme Grease (1978), um dos filmes favoritos de Williams e Minogue. O videoclipe estreou em 22 de setembro de 2000 no programa Top of the Pops da BBC One. No vídeo, Minogue aparece com uma calça de couro e uma blusa preta, enquanto Williams veste um terno preto. Eles começam a dançar e depois aparecem por uma escada de luzes acompanhados por dançarinos em fantasias de carnaval. Nas próximas cena as dançarinas dançam atrás de grades e em barras de pole dance, acompanhadas pelos cantores. Então eles aparecem em um corredor cheio de espelhos e luzes. Finalmente, o vídeo termina com uma cena onde Williams está em uma banheira de hidromassagem enquanto Minogue se despe e também entra nela; quando os dois estão prestes a dar um beijo, a cena corta para uma garrafa de champagne sendo aberta.
Em relação à ultima cena do clipe, Williams revelou em seu livro You Know Me: "Eu apenas caí na gargalhada, o que não acho que tenha caído bem com Kylie. Eu também a ofendi e ela deve ter se sentido vulnerável por estar nua no set e nua na minha frente. Acho que qualquer chance de algo (romance) desapareceu quando eu ri dela. Talvez ela goste de ficar nua, mas provavelmente não gosta de ser ridicularizada por algum idiota". Em sua estreia no Top of the Pops, o videoclipe foi censurado pela BBC One devido ao rap explícito de Williams. Um porta-voz da BBC disse: "Embora aceitemos que muitas músicas pop estejam indissociavelmente ligadas ao sexo, temos que ter em mente a sensibilidade das pessoas e a faixa etária de nossa audiência. Decidimos que não é apropriado exibir o vídeo na íntegra".

## Apresentações ao vivo

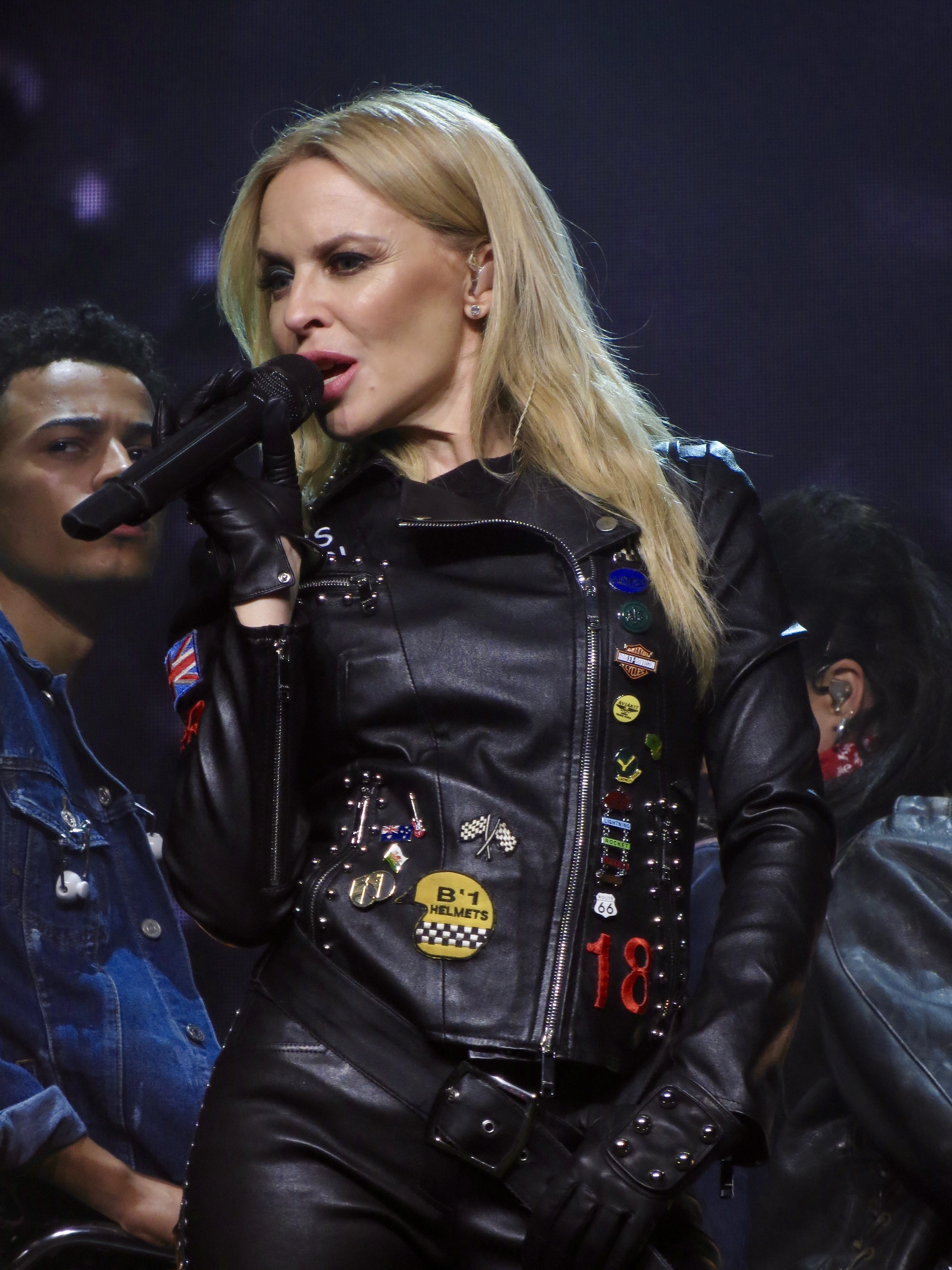
Minogue cantando "Kids" durante a Golden Tour em 2018

Os cantores interpretaram a faixa juntos no programa Top of the Pops. Williams cantou a canção na The Sermon on the Mount Tour entre 2000 e 2001. Em 26 de outubro de 2000, em seu concerto em Manchester, Reino Unido, Minogue juntou-se ao cantor para uma performance conjunta de "Kids". Eles interpretaram-na novamente no MTV Europe Music Awards em 16 de novembro. Em 2001, a canção foi incluída na Weddings, Barmitzvahs & Stadiums Tour, com Minogue aparecendo na tela. "Kids" foi incluída novamente em sua turnê de 2003, que promoveu o álbum Escapology (2002). Em 2006, a obra foi cantada por Williams durante a Close Encounters Tour.
Seis anos depois, em novembro de 2012, a faixa foi apresentada novamente em uma série de concertos para promover seu disco Take the Crown na The O2 Arena em Londres. No ano seguinte, a canção foi interpretada na Take the Crown Tour, com o cantor Olly Murs cantando os versos de Minogue. Foi incluída novamente na Let Me Entertain You Tour ocorrida em 2015, enquanto foi também executada pelo cantor durante seu concerto no Apple Music Festival, em 25 de setembro de 2016. Foi também interpretada na The Heavy Entertainment Show Tour entre 2017 e 2018.
Minogue incluiu "Kids" em sua turnê On a Night Like This ocorrida em 2001, em promoção ao álbum Light Years, cantada com suas vocalistas de apoio. No mesmo ano foi apresentada no V Festival em agosto. No ano seguinte, a faixa também foi cantada na turnê KylieFever2002, feita para promover o álbum Fever. Durante a Showgirl: The Homecoming Tour ocorrida entre 2006 e 2007, a canção também foi incluída no repertório, sendo cantada com Dannii Minogue e Bono, vocalista da banda U2, em alguns shows selecionados. Na KylieX2008, "Kids" foi interpretada na seção Black and White do concerto, com Minogue vestida como uma czar, com roupas inspiradas na Revolução Russa. A obra foi também cantada em sua primeira turnê pela America do Norte em 2009, a For You, for Me.
Entre 2014 e 2015, "Kids" foi executada na Kiss Me Once Tour, com sua vocalista de apoio cantando as partes de Williams, dando um "efeito prazeroso" de acordo com Alice Vincent do The Daily Telegraph. Simon Collins do The West Australian, enquanto revisava o concerto em Perth, Austrália, disse que a performance da música, juntamente com outras, fez a arena "vibrar". Minogue repetiu a performance na turnê de verão Summer 2015; Ash Percival disse que a apresentação "permitiu que os membros mais másculos da platéia deixassem tudo para lá e cantassem". A cantora interpretou a canção em seu concerto no festival Radio 2 Live in Hyde Park, com participação do cantor Rick Astley, em 9 de setembro de 2018, e foi apresentada novamente durante a Golden Tour entre 2018 e 2019, com as vocalistas de apoio da artista a acompanhando. Adrian Caffery do The Birmingham Mail disse que a performance fez todos se levantarem de seus assentos. A canção também foi apresentada na turnê de festivais Summer 2019.

## Uso na mídia
"Kids" aparece no jogo para PlayStation Grand Theft Auto V em sua estação de rádio ficcional Non Stop Pop. Em 2010, a canção foi usada como trilha de abertura do reality show Junior MasterChef Australia.

## Faixas e formatos
| CD single |                      |         |  |
| N.º       | Título               | Duração |  |
| 1.        | "Kids"               | 4:50    |  |
| 2.        | "Karaoke Star"       | 4:48    |  |
| 3.        | "Kill Me or Cure Me" | 2:14    |  |

## Créditos
Créditos adaptados do encarte de Sing When You're Winning.
| - Robbie Williams — vocais, composição, produção - Kylie Minogue — vocais, composição - Guy Chambers — composição, produção, teclado - Winston Blissett — baixo - Phil Spalding — baixo fuzz - Andy Duncan — programação de bateria - Chris Sharrock — percussão - Neil Taylor — guitarra | - Gary Nuttall — vocais de apoio - Katie Kissoon — vocais de apoio - Sylvia Mason-James — vocais de apoio - Tessa Niles — vocais de apoio - Paul "Tubbs" Williams — vocais de apoio - Claire Worrall — vocais de apoio - Richard Flack — Pro Tools - Jim Brumby — Pro Tools |

## Desempenho nas tabelas musicais
No Reino Unido, "Kids" estreou na tabela oficial do país em 15 de outubro de 2000 em segundo lugar, sendo superada por "Beautiful Day", single da banda U2. A canção permaneceu na parada por treze semanas ao total, e vendeu 240,000 cópias no país até novembro de 2016. Na mesma época, a Official Charts Company divulgou os quarenta singles de Williams que mais venderam no Reino Unido, com a faixa ficando na décima quarta posição. Em maio de 2018, foi revelado que a canção era o décimo quinto single de Minogue mais vendido na região. "Kids" obteve sucesso moderado em outros territórios da Europa. Na Alemanha, a faixa alcançou o quadragésimo sétimo lugar na tabela nacional, enquanto na Itália alcançou a vigésima nona colocação. Além disso, a canção atingiu os dez primeiros lugares de países como Irlanda, Islândia e Portugal, Na tabela que contabilizava todos os países da Europa, "Kids" atingiu o décimo primeiro lugar.
Na Austrália, país natal de Minogue, a canção alcançou seu pico de número quatorze logo na sua estreia em 12 de novembro de 2000, permanecendo por quinze semanas na tabela. No ano seguinte, a faixa recebeu um certificado de ouro da Australian Recording Industry Association (ARIA) pelas vendas no território. Na Nova Zelândia, "Kids" foi mais bem sucedida, estreando no número 46 em 22 de outubro de 2000, e atingindo o número cinco algumas semanas depois, em 19 de novembro, permanecendo por doze semanas na parada nacional em sua totalidade.

### Tabelas musicais
| Tabela musical (2000)               | Melhor posição |
| ----------------------------------- | -------------- |
| Alemanha (Offizielle Top 100)       | 47             |
| Austrália (ARIA Charts)             | 35             |
| Bélgica (Ultratop de Flandres)      | 38             |
| Bélgica (Ultratop de Valônia)       | 10             |
| Escócia (Official Charts Company)   | 2              |
| Europa (Hot 100 Singles)            | 11             |
| Irlanda (IRMA)                      | 9              |
| Islândia (Íslenski Listinn Topp 40) | 3              |
| Itália (FIMI)                       | 29             |
| Nova Zelândia (Recorded Music NZ)   | 5              |
| Países Baixos (Dutch Top 40)        | 11             |
| Países Baixos (Single Top 100)      | 24             |
| Portugal (AFP)                      | 10             |
| Reino Unido (UK Singles Chart)      | 2              |
| Suécia (Sverigetopplistan)          | 16             |
| Suíça (Schweizer Hitparade)         | 35             |

## Certificações
| País (Empresa)    | Certificação |
| ----------------- | ------------ |
| Austrália (ARIA)  | Ouro         |
| Reino Unido (BPI) | Prata        |